# 스틸링 뷰티
《스틸링 뷰티》(이탈리아어: Io ballo da sola, 프랑스어: Beauté volée, 영어: Stealing Beauty)는 이탈리아, 프랑스, 영국에서 제작된 베르나르도 베르톨루치 감독의 1996년 드라마 영화이다. 리브 타일러, 조지프 파인스, 제러미 아이언스, 시네이드 큐색 등이 출연하였고, 제러미 토머스 등이 제작에 참여하였다.

## 출연진
- 리브 타일러
- 조지프 파인스
- 제러미 아이언스
- 시네이드 큐색
- 도널 매캔
- 장 마레
- 레이철 바이스
- D. W. 모펏
- 카를로 체키
- 제이슨 플레밍
- 스테파니아 산드렐리
- 프란체스코 시칠리아노
- 레오나르도 트레빌리오

## 기타 제작진
- 배역: 하워드 퓨어, 설레스티아 폭스
- 의상: 루이즈 스천스워드